# Pod Větrovem
Pod Větrovem je ulice v Praze 2 na Novém Městě, která spojuje ulice Kateřinská, Benátská a U Nemocnice. Je dlouhá přibližně 100 metrů a má pouze tři čísla popisná.

## Historie
Ulice se takto nazývá od roku 1894 a označuje její polohu. Jméno je odvozeno od bývalého názvu vrchu s kostelem svatého Apolináře „Větrník“ či „Větrná hora“.

## Poloha a dopravní funkce
Ulice začíná (podle číslování domů) na křižovatce s ulicemi Benátská a Kateřinská a končí v ulici U Nemocnice.

## Významné body v ulici
- Její západní stranu lemují budovy Všeobecné fakultní nemocnice a východní stranu Ústav dějin lékařství.